# Oblivion (film)
Oblivion är en amerikansk postapokalyptisk science fiction-film baserad på Joseph Kosinskis opublicerade roman med samma namn. Filmen är skriven, producerad och regisserad av Kosinski. Filmen var ursprungligen planerad att släppas den 10 juli 2013. Eftersom 3D-återutgivningen av Jurassic Park fastställdes till 5 april 2013, flyttades det amerikanska releasedatumet fram till 19 april 2013. Enligt Kosinski är Oblivion en hyllning till 70-talets science fiction-filmer.

## Handling
Det är år 2077 och Jack Harper (Tom Cruise) är en av de sista drönarreparatörerna stationerade på Jorden. Planeten förstördes nästan sextio år tidigare under ett krig med utomjordingar kallade Scavengers ("Scavs"). Scavengers förstörde månen, vilket orsakade massiva jordbävningar och tsunamis, och inledde sedan sin invasion av Jorden. De besegrades genom användning av kärnvapen, vilket gjorde större delen av planeten bestrålad och obeboelig. De få överlevande människorna migrerade till en koloni på Saturnus måne Titan, som drivs med energi genererad på Jorden från kraftverk som genererar fusionskraft från havsvatten.
Från Tower 49, en bas som lokaliserad ovanför resterna av nordöstra USA, arbetar Jack och hans partner Victoria "Vika" Olsen (Andrea Riseborough) som ett team för att hålla igång de autonoma drönare som försvarar kraftverken från de få återstående Scavengers. Teamet får sina order från Sally, befälhavaren som är stationerad på "Tet" en massiv tetraedisk rymdstation i omloppsbana runt Jorden. Jack flyger övervaknings- och reparationsrundor till marken, medan Vika övervakar från Tower 49. De två förväntar sig att lämna jorden och ansluta till de andra överlevande på Titan efter två veckor. Även om Jack och Vika fick sina minnen raderade fem år tidigare av säkerhetsskäl, har Jack återkommande drömmar där han träffar en mystisk kvinna vid Empire State Building i en tid innan kriget, vilket skedde innan han föddes. Dessutom har Jack en hemlig tillflyktsort i ett skogsområde på marken han ibland besöker.
Fler och fler fakta dyker upp och Jack börjar ifrågasätta hur mycket han egentligen vet om sitt uppdrag.

## Rollista (i urval)
- Tom Cruise som Commander Jack Harper.[10]
- Morgan Freeman som Malcolm Beech, ledare i motståndsrörelsen stationerad på Jorden.[11]
- Olga Kurylenko som Julia Rusakova-Harper, en astronaut och Jacks fru innan invasionen.
- Andrea Riseborough som Victoria "Vika" Olsen, en klon. Hon ingår i Jacks team som kommunikatör.
- Nikolaj Coster-Waldau som Sykes, vapenexpert inom motståndsrörelsen.
- Melissa Leo som Sally/Tet, Jack och Victorias befälhavare.
- Zoë Bell som Kara, soldat i motståndsrörelsen.